# Sangaria
Sangaria là một thành phố và khu đô thị của quận Hanumangarh thuộc bang Rajasthan, Ấn Độ.

## Nhân khẩu
Theo điều tra dân số năm 2001 của Ấn Độ, Sangaria có dân số 34.541 người. Phái nam chiếm 53% tổng số dân và phái nữ chiếm 47%. Sangaria có tỷ lệ 69% biết đọc biết viết, cao hơn tỷ lệ trung bình toàn quốc là 59,5%: tỷ lệ cho phái nam là 76%, và tỷ lệ cho phái nữ là 63%. Tại Sangaria, 13% dân số nhỏ hơn 6 tuổi.